# Rivière Ouiatchouaniche
Rivière Ouiatchouaniche är ett vattendrag i Kanada.   Det ligger i provinsen Québec, i den östra delen av landet, 400 km nordost om huvudstaden Ottawa.
Runt Rivière Ouiatchouaniche är det glesbefolkat, med 15 invånare per kvadratkilometer.